# Uromys imperator
Uromys imperator es una especie de roedor de la familia Muridae. En la actualidad se considera extinto.

## Distribución geográfica
Se encontraba sólo en la Islas Salomón. 